# Geoffrey Wilkinson
Geoffrey Wilkinson (Springside (bij Todmorden, Yorkshire), 14 juli 1921 – Londen, 26 september 1996) was een Britse chemicus en winnaar van de Nobelprijs voor de Scheikunde in 1973. Samen met Ernst Otto Fischer is Wilkinson pionier van de zogenaamde sandwichverbindingen – de binding van een metaalatoom tussen twee delen van een organisch molecuul.

## Biografie
Wilkinson is geboren als zoon van Harold Wilkonson en Ruth Crawther. Zijn vader was huisschilder en zijn moeder was werkzaam in een lokale katoenfabriek. Het was zijn oom, eigenaar van een klein chemisch bedrijf in Todmorden, die Wilkinsons interesse in de scheikunde aanmoedigde en die richting gaf aan zijn uiteindelijke carrièrekeuze. In 1932 ging hij studeren aan het Imperial College in Londen, waar hij in 1941 slaagde voor zijn bachelor.
In 1942 werd hij als jonge scheikundige door Friedrich Paneth gerecruiteerd voor het Britse atoomenergieproject en ging hij naar Canada waar hij tot 1946 werkzaam was in Montreal en de Chalk River Laboratories. Hij promoveerde in 1946. Aansluitend werkte hij vier jaar lang samen met Glenn Seaborg aan de Universiteit van Californië in Berkeley aan nucleaire taxonomie.
Na verschillende aanstellingen gehad te hebben aan onder andere het Massachusetts Institute of Technology en de Harvard-universiteit, beide in de Verenigde Staten, werd hij in 1955 aangesteld als hoogleraar in de anorganische chemie aan het Imperial College in Londen, waar hij zich vooral richtte op overgangsmetaalcomplexen. Deze positie behield hij tot 1988. Hij was gehuwd met de psychologe Lisa Sølver, samen hadden ze twee dochters, Anneen en Pernille.
Wilkinson staat vooral bekend vanwege zijn uitvinding van de Wilkinson-katalysator RhCl(PPh3)3 en vanwege zijn ontdekking van de structuur van ferroceen. De Wilkinson-katalysator wordt industrieel toegepast voor de hydrogenering van alkenen naar alkanen. In 1973 ontving hij de Nobelprijs voor de Scheikunde voor zijn werk aan de organometaalverbindingen samen met Ernst Otto Fischer.
Wilkinson publiseerde meer dan vierhonderd artikelen over overgangsmetalen en hun complexen met organische verbindingen. Samen met Frank Albert Cotton is hij coauteur van twee belangrijke werken op dit gebied: "Advanced Inorganic Chemistry" (1962) en "Basic Inorganic Chemistry" (1976).

## Erkenning
Voor zijn werk ontving Wilkinson diverse medailles en prijzen, waaronder de Antoine Lavoisier Medal (1968) en de Nobelprijs (1973). In 1965 werd hij lid van de Royal Society die hem de Royal Medal (1988) en de Davy-medaille (1996) toekende. In 1976 werd hij in de adelstand verheven en sindsdien mag hij als sir benoemd worden.
1901: Van 't Hoff ·
1902: E. Fischer ·
1903: Arrhenius ·
1904: Ramsay ·
1905: Baeyer ·
1906: Moissan ·
1907: Buchner ·
1908: Rutherford ·
1909: Ostwald ·
1910: Wallach ·
1911: Curie ·
1912: Grignard, Sabatier ·
1913: Werner ·
1914: Richards ·
1915: Willstätter ·
1918: Haber ·
1920: Nernst ·
1921: Soddy ·
1922: Aston ·
1923: Pregl ·
1925: Zsigmondy ·
1926: Svedberg ·
1927: Wieland ·
1928: Windaus ·
1929: Harden, Euler-Chelpin ·
1930: H. Fischer · 
1931: Bosch, Bergius ·
1932: Langmuir ·
1934: Urey ·
1935: F. Joliot-Curie, I. Joliot-Curie ·
1936: Debye ·
1937: Haworth, Karrer ·
1938: Kuhn ·
1939: Butenandt, Ružička ·
1943: Hevesy · 
1944: Hahn ·
1945: Virtanen ·
1946: Sumner, Northrop, Stanley ·
1947: Robinson · 
1948: Tiselius · 
1949: Giauque ·
1950: Diels, Alder ·
1951: McMillan, Seaborg ·
1952: Martin, Synge ·
1953: Staudinger ·
1954: Pauling ·
1955: Vigneaud ·
1956: Hinshelwood, Semjonov ·
1957: Todd ·
1958: Sanger ·
1959: Heyrovský ·
1960: Libby ·
1961: Calvin ·
1962: Perutz, Kendrew ·
1963: Ziegler, Natta ·
1964: Hodgkin ·
1965: Woodward ·
1966: Mulliken ·
1967: Eigen, Norrish, Porter ·
1968: Onsager ·
1969: Barton, Hassel ·
1970: Leloir ·
1971: Herzberg ·
1972: Anfinsen, Moore, Stein · 
1973: E.O. Fischer, Wilkinson · 
1974: Flory ·
1975: Cornforth, Prelog ·
1976: Lipscomb ·
1977: Prigogine · 
1978: Mitchell ·
1979: Brown, Wittig ·
1980: Berg, Gilbert, Sanger ·
1981: Fukui, Hoffmann ·
1982: Klug ·
1983: Taube ·
1984: Merrifield ·
1985: Hauptman, Karle ·
1986: Herschbach, Lee, Polanyi ·
1987: Cram, Lehn, Pedersen ·
1988: Deisenhofer, Huber, Michel ·
1989: Altman, Cech ·
1990: Corey ·
1991: Ernst ·
1992: Marcus ·
1993: Mullis, Smith ·
1994: Olah ·
1995: Crutzen, Molina, Rowland ·
1996: Curl, Kroto, Smalley ·
1997: Boyer, Walker, Skou ·
1998: Kohn, Pople ·
1999: Zewail ·
2000: Heeger, MacDiarmid, Shirakawa ·
2001: Knowles, Noyori, Sharpless ·
2002: Fenn, Tanaka, Wüthrich ·
2003: Agre, MacKinnon ·
2004: Ciechanover, Hershko, Rose ·
2005: Grubbs, Schrock, Chauvin ·
2006: Kornberg ·
2007: Ertl ·
2008: Shimomura, Chalfie, Tsien ·
2009: Steitz, Yonath, Ramakrishnan ·
2010: Heck, Negishi, Suzuki ·
2011: Shechtman ·
2012: Kobilka, Lefkowitz ·
2013: Karplus, Levitt, Warshel ·
2014: Betzig, Hell, Moerner ·
2015: Lindahl, Modrich, Sancar ·
2016: Sauvage, Stoddart, Feringa ·
2017: Dubochet, Frank, Henderson · 
2018: Arnold, Winter, Smith ·   
2019: Goodenough, Whittingham, Yoshino ·
2020: Charpentier, Doudna ·
2021: List, MacMillan ·
2022: Bertozzi, Meldal, Sharpless ·
2023: Bawendi, Brus, Jekimov ·
2024: Baker, Hassabis, Jumper